# Зиндельс, Абрам Моисеевич
Абра́м Моисе́евич Зи́ндельс (1915—1943) — участник Великой Отечественной войны, командир взвода 690-го стрелкового полка (126-я стрелковая дивизия, 51-я армия, Южный фронт), Герой Советского Союза, младший лейтенант.

## Биография
Родился в селе Липовец Киевской губернии, ныне Винницкой области Украины, в семье служащего. Еврей. Окончил 9 классов школы, которая сейчас именуется как Липовецкая общеобразовательная школа № 3. Закончил Винницкий строительный техникум. Работал токарем на липовецкой машинно-тракторной станции. В РККА с 1940 года.
Участник Великой Отечественной войны с 1941 года. В 1942 году окончил курсы младших лейтенантов. Командир взвода 690-го стрелкового полка (126-я стр. дивизия, 51-я армия, Южный фронт). 18.10.1943, действуя во главе трёх штурмовых групп, выбил противника из двух кварталов города Мелитополь (Запорожская область). При отражении контратаки противника попал в окружение и сражался до последнего. Оставшись один, подпустил фашистов на близкое расстояние, противотанковой гранатой подорвал себя и гитлеровцев.

## Награды
Указом Президиума Верховного Совета СССР от 1 ноября 1943 года за образцовое выполнение заданий командования по прорыву сильно укреплённой полосы немцев, освобождению города Мелитополя и проявленные при этом мужество и героизм младшему лейтенанту Зиндельсу Абраму Моисеевичу присвоено звание Героя Советского Союза (посмертно).
Награждён орденом Ленина, медалью.

## Память
Именем Героя названа улица в г. Мелитополь.
Также улица возле Базарной площади (так называемый еврейский квартал) города Липовец носит имя Героя.
На стене Винницкого строительного техникума на памятной табличке есть имя Зиндельса.